# Teresa Gutiérrez
Teresa Gutierrez (25. listopada, 1928. – 9. ožujka, 2010.) bila je poznata kolumbijska glumica. Baka je kolumbijske glumice Majide Isse.

## Filmografija

### Filmovi
| Godina | Naslov                            | Uloga                   |
| ------ | --------------------------------- | ----------------------- |
| 2005.  | Dios los junta y ellos se separan |                         |
| 2007.  | Satanás                           | Blanca (Eliseova majka) |
| 2008.  | Muertos del susto                 |                         |

### Televizijske uloge
| Godina | Naslov                                            | Uloga                                        |
| ------ | ------------------------------------------------- | -------------------------------------------- |
| 1972.  | La perla                                          |                                              |
| 1975.  | Antón García                                      |                                              |
| 1976.  | En la trampa                                      |                                              |
| 1976.  | Recordarás mi nombre                              |                                              |
| 1977.  | Un largo camino                                   | vještica Nemesia                             |
| 1978.  | La marquesa de Yolombó                            |                                              |
| 1978.  | La abuela                                         | Brigida de Paredes                           |
| 1982.  | El hijo de Ruth                                   |                                              |
| 1985.  | Tuyo es mi corazón                                |                                              |
| 1985.  | Los impostores                                    |                                              |
| 1986.  | Los cuervos                                       |                                              |
| 1987.  | Najljepši urok                                    |                                              |
| 1987.  | El niño y el Papá                                 |                                              |
| 1988.  | El segundo enemigo                                |                                              |
| 1988.  | Un hombre y una mujer con suerte                  |                                              |
| 1989.  | Calamar                                           | Martina "La peligrosa"                       |
| 1991.  | Por qué mataron a Betty si era tan buena muchacha | Madame Trapitos                              |
| 1991.  | Sangre de lobos                                   |                                              |
| 1992.  | Una mujer con suerte                              |                                              |
| 1993.  | La maldición del paraíso                          |                                              |
| 1994.  | Señora Isabel                                     |                                              |
| 1995.  | Leche                                             | Cardenal Propescu                            |
| 1996.  | Candela                                           | Juana Montes                                 |
| 1997.  | Prisioneros del amor                              | Cecilia Sáenz de la Peña                     |
| 1997.  | Juliana, qué mala eres!                           | Teresa                                       |
| 1998.  | La madre                                          | Lola                                         |
| 1999.  | Un Mundo para Julius                              | Julia                                        |
| 1999.  | La guerra de las Rosas                            | Pachita                                      |
| 2001.  | El Inútil                                         | Doña Lucy                                    |
| 2001.  | Pedro el escamoso                                 | Pastora de Gaitán                            |
| 2002.  | Maria Madrugada                                   | Doña Herta                                   |
| 2002.  | Pecados Capitales                                 | Doris                                        |
| 2004.  | Dora, la celadora                                 | Antonia De Urdaneta                          |
| 2005.  | Los Reyes                                         | Doña Flor                                    |
| 2007.  | Zorro: La Espada y la Rosa                        | La Marquesa Carmen Santillana de la Roquette |
| 2009.  | Los Victorinos                                    | Aurora#2                                     |